# كلارك ماكجريجور
كلارك ماكجريجور (بالإنجليزية: Clark MacGregor)‏ (و. 1922 – 2003 م) هو سياسي، ومحام من الولايات المتحدة الأمريكية ولد في منيابولس، مينيسوتا.
وهو عضو في الحزب الجمهوري .

## التعليم
تعلم في دارتموث، وجامعة مينيسوتا.